# مستشفى جامعة بنسلفانيا
مستشفى جامعة بنسلفانيا (بالإنجليزية: Hospital of the University of Pennsylvania)، والذي يعرف اختصاراً بـ (HUP)، هو المستشفى الرئيسي للنظام الصحي بجامعة بنسلفانيا (بن ميدسين)، ويقع في قسم المدينة الجامعية غرب فيلادلفيا. تصنف باستمرار كواحدة من أفضل المستشفيات في الولايات المتحدة.

## تاريخ
تأسس المستشفى في موقعه الحالي عام 1874 من قبل كلية الطب بجامعة بنسلفانيا، مما جعله أقدم مستشفى تعليمي مملوك للجامعة في البلاد.
يقع المستشفى في حرم جامعة بنسلفانيا، إلى جانب العديد من المنظمات الأخرى ذات العلاقة بما في ذلك كلية الطب، ومدرسة التمريض، والمدارس البيطرية، وطب الأسنان، ومختبرات الأبحاث ومرافق العيادات الخارجية بما في ذلك مركز أبرامسون للسرطان، ومركز روبرتس للعلاج بالبروتون. تقع مستشفى فيلادلفيا للأطفال (CHOP) أيضًا في هذا الحرم الجامعي. على الرغم من أنها تشارك في العديد من الجهود التعاونية مع Penn Medicine، إلا أنها ليست جزءًا من النظام الصحي بجامعة بنسلفانيا.
انضم مستشفى مقاطعة تشيستر والنظام الصحي إلى بن ميدسين عام 2013. وبعد مرور عامين، انضمت شركة Lancaster General Health (LG Health) إلى عائلة UPHS. اندمجت جامعة برينستون هيلث رسميًا في UPHS في يناير 2018. وفي عام 2020، قام المستشفى بتسريع عملية تطوير موقع الجناح الجديد الذي تبلغ تكلفته 1.5 مليار دولار من أجل بناء قدرة إضافية لمكافحة أزمة كوفيد-19.

## سمعة
صنفت مستشفيات جامعة بنسلفانيا بريسبيتيريان (HUP/PPMC) بين أفضل المستشفيات في البلاد حسب تقرير يو إس نيوز آند وورد ريبورت عام 2019. صنفت HUP/PPMC في المرتبة ال 18 على مستوى الدولة في "قائمة الشرف" السنوية المرموقة للنشر. صنفت مستشفيات جامعة بنسلفانيا بريسبيتيريان على المستوى الوطني للتميز في 12 تخصصًا.
تعتبر جميع مستشفيات بن ميدسين من أفضل المستشفيات على المستوى الإقليمي. في منطقة مترو فيلادلفيا، صنفت HUP/PPMC في المرتبة الأولى، ومستشفى بنسلفانيا في المرتبة الرابعة، ومستشفى مقاطعة تشيستر في المرتبة السادسة.
خارج فيلادلفيا، صنفت مستشفى لانكستر العام (LGH) في المرتبة الأولى في منطقة العاصمة لانكستر بولاية بنسلفانيا، بينما صنف مستشفى برينستون هيلث في المرتبة الحادية عشر في ولاية نيو جيرسي.

## حالات الولادة والوفاة والاستشفاء البارزة

### الولادات
- نانسي سبونجن ، صديقة موسيقي الروك الشرير سيد فيشوس

### الاستشفاء
- كيمو تيمونين لاعب دوري الهوكي الوطني

### حالات الوفاة
- جورج راركلاي، لاعب بيسبول محترف.
- بيت كاريل، مدرب كرة سلة محترف وجامعي.
- بريتون تشانس، عالم كيمياء حيوية.
- كاثي تشانج، ناشطة سياسية وكاتبة.
- جيم جونسون، منسق دفاعي محترف لكرة القدم، فينيكس كاردينالز، إنديانابوليس كولتس، فيلادلفيا إيجلز، وسياتل سي هوكس.
- غاري بابا، مذيع رياضي في تلفزيون فيلادلفيا.
- ديفيد روفين، المنشد، الإغراءات.
- أندي سميث, مدرب كرة قدم جامعي.
- بيرس ويدجوود، بارون ويدجوود الرابع.

## روابط خارجية
- الموقع الرسمي